# Hermanssjö
Hermanssjö är en sjö i Vetlanda kommun i Småland och ingår i Emåns huvudavrinningsområde. Sjön är 6,9 meter djup, har en yta på 0,176 kvadratkilometer och är belägen 264,4 meter över havet. Vid provfiske har abborre fångats i sjön.

## Delavrinningsområde
Hermanssjö ingår i det delavrinningsområde (635295-146846) som SMHI kallar för Mynnar i Värnen. Avrinningsområdets medelhöjd är 248 meter över havet och ytan är 17,47 kvadratkilometer. Det finns inga delavrinningsområden uppströms utan avrinningsområdet är högsta punkten. Hålebäcken som avvattnar avrinningsområdet har biflödesordning 4, vilket innebär att vattnet flödar genom totalt 4 vattendrag innan det når havet efter 146 kilometer. Delavrinningsområdet består mestadels av skog (78 procent) och jordbruk (13 procent). Avrinningsområdet har 0,37 kvadratkilometer vattenytor vilket ger det en sjöprocent på 2,1 procent.